# Clausilia rolfbrandti
Clausilia rolfbrandti is een uitgestorven slakkensoort uit de familie van de Clausiliidae. De wetenschappelijke naam van de soort werd voor het eerst geldig gepubliceerd in 1969 door Schlickum als Canalicia rolfbrandti.